# Paul Joseph Kiederich

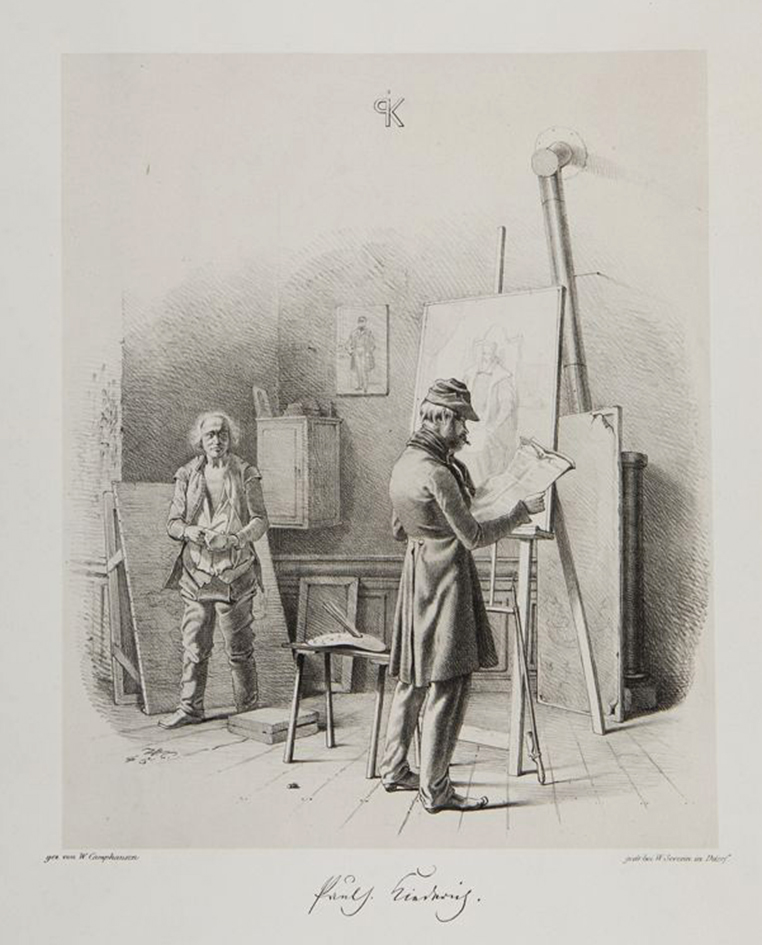
Paul Joseph Kiederich in seinem Atelier, Kaiser des Heiligen Römischen Reiches Karl V. malend, Illustration von Wilhelm Camphausen in dem Buch Schattenseiten der Düsseldorfer Maler, 1845

Paul Joseph Kiederich (* 15. September 1809 in Köln; † 4. April 1850 in Düsseldorf) war ein deutscher Historien- und Porträtmaler der Düsseldorfer Schule.

## Leben
Auf Wunsch seiner wohlhabenden, früh verstorbenen Eltern besuchte Kiederich die höheren Lehranstalten seiner Vaterstadt Köln. Dort erhielt er ersten Zeichenunterricht bei dem Maler Kuntze, der ihm wegen seines Talents zu einer Malerkarriere riet. Die Verwandten und Vormünder Kiederichs waren damit zunächst nicht einverstanden. Jedoch durfte er bei Matthias Joseph de Noël, einem kunstsinnigen Kölner Kaufmann, Maler und Karnevalisten, sich in der Kunstgeschichte sowie im Malen und Zeichnen unterweisen lassen.

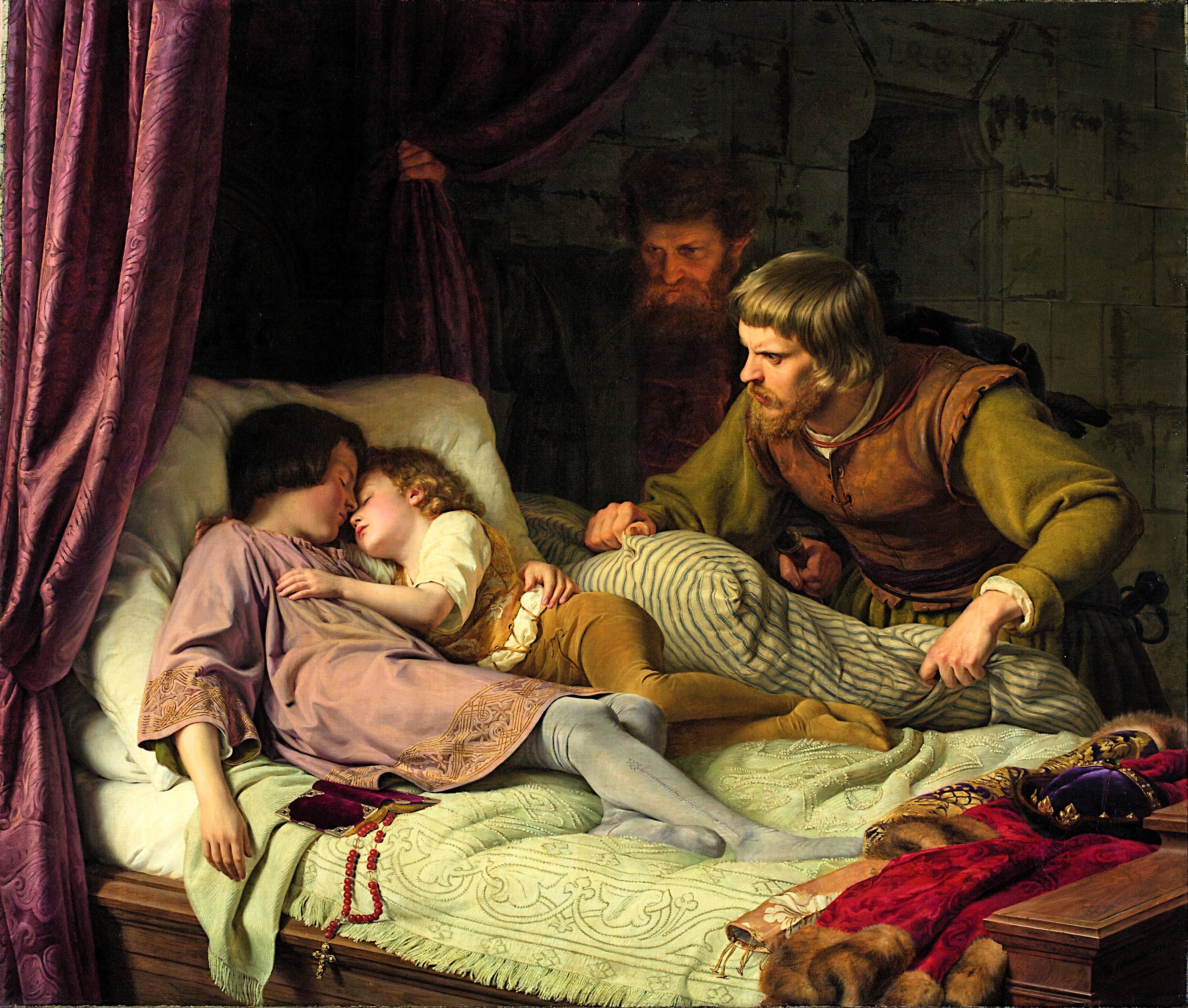
Theodor Hildebrandt: Die Ermordung der Söhne Eduards IV., 1835 – Kiederich ist hier als Mörder am Bette der Prinzen porträtiert.

1832 schrieb sich Kiederich an der Kunstakademie Düsseldorf ein. Dort wurde der Porträt- und Historienmaler Theodor Hildebrandt sein Lehrer und Freund. Auch beschäftigte er ihn als Modell. In dem Gemälde Die Ermordung der Söhne Eduards IV., einer Szene nach Shakespeares Drama Richard III., malte Hildebrandt Kiederich als Mörder am Bette der Prinzen. Im Jahr 1835 konnte Kiederich mit dem Gemälde Kaiser Karl V. in St. Just, seinem ersten bedeutenden Historienbild, auf sich aufmerksam machen. Bei der Zeichnung eines Bildnisses von Kaiser Karl V. porträtierte ihn Wilhelm Camphausen für das Künstleralbum Schattenseiten der Düsseldorfer Maler, das 1845 in der Lithoanstalt Wilhelm Severin in Düsseldorf gedruckt wurde. Ein Schüler Kiederichs war der britische Genre- und Porträtmaler Philip Moravier Lindo.
Am 29. Januar 1839 heiratete er in Köln Johanna Eberhart (Eberhard), eine gebildete Bürgerstochter, die bald erkrankte und 1847 verschied, nachdem sie mehrere Kinder geboren hatte, unter ihnen den späteren Maler Paul Wilhelm Kiederich (1842–1921), Vater von Franz Kiederich und Ludwig Kiederich, beide ebenfalls Maler der Düsseldorfer Schule. In einem Streit, der 1841 unter Düsseldorfer Künstlern wegen der Ausstellungspolitik des Kunstvereins für die Rheinlande und Westfalen ausgebrochen war, nahm Kiederich in einem eloquenten Auftritt eine ausgleichende Position ein. Im Karneval 1846 führte Kiederich im Allgemeinen Verein der Carnevalsfreunde zu Düsseldorf unter der „Präsidentschaft“ von Adolph Schroedter das Bild Der Improvisator (L’Improvisateur) von Louis Léopold Robert als Tableau vivant mit Anselm Feuerbach als Fischerjungen auf.
1847 wurde er in den städtischen Gemeinderat gewählt. Am 20. April 1848 gehörte Kiederich im Zuge der Deutschen Revolution zu einem Komitee Düsseldorfer Künstler, das nach einer „General-Versammlung“ einen Aufruf an alle Künstler Deutschlands veröffentlicht hatte. In diesem Aufruf ersuchte es um Unterstützung für einen Antrag an die Frankfurter Nationalversammlung, den die Düsseldorfer Künstler dort als Petition eingereicht hatten. Dieser Antrag enthielt den Gedanken der Förderung der deutschen Kunst als nationale Aufgabe und die Idee der Errichtung einer Nationalgalerie. Im gleichen Jahr gehörte Kiederich zu den Gründern des Künstlervereins Malkasten. Kurz vor seinem Tode im Jahr 1850 soll Kiederich seine distanzierte Haltung zur Kirche, die er zeitlebens eingenommen hatte, aufgegeben haben. Von Geistlichen soll er bekehrt und mit der Krankensalbung versehen worden sein.

## Werke (Auswahl)

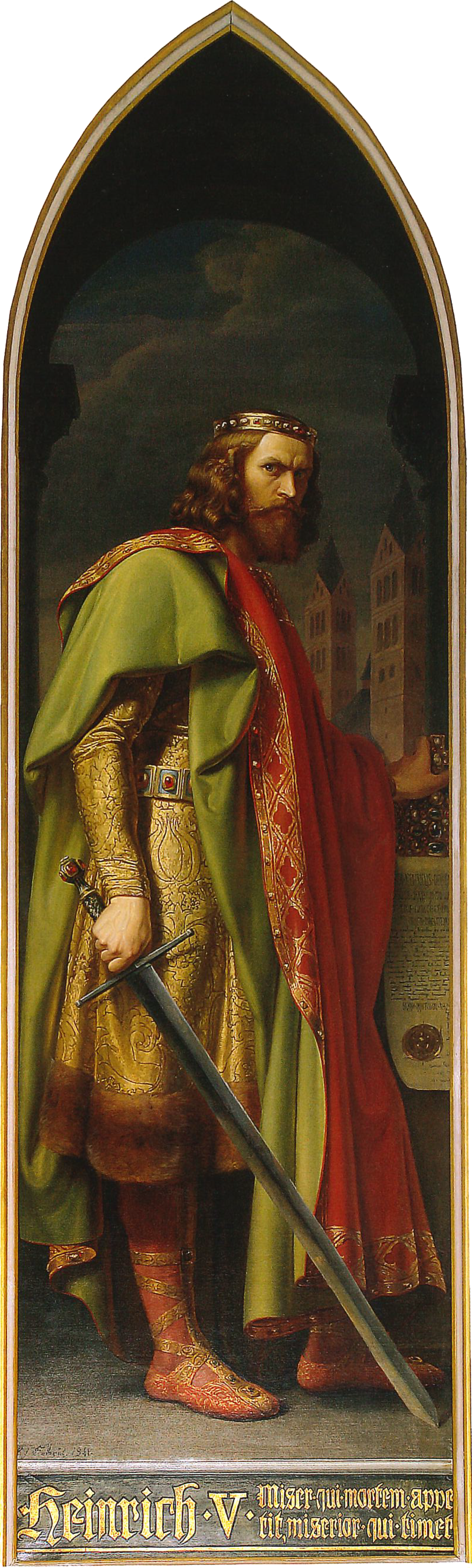
Bildnis des Kaisers Heinrich V. im Kaisersaal des Frankfurter Römers, 1840/1841

- Kaiser Karl V. in Saint-Just, 1835
- Der sterbende Maltheser Großmeister La Valette ermahnt die Ordensritter, 1840
- Bildnis des Kaisers Heinrich V. im Kaisersaal des Frankfurter Römers, 1840/1841
- Kaiser Friedrich II. und sein Kanzler Peter de Vincis, 1844
- Bildnis Peter Fererius Cremer, 1846[8]
- Bildnisse der Herzöge Philipp des Guten und Karl des Kühnen von Burgund und der Kaiser Maximilian und Karl V. für den Herzog von Croÿ in Le Rœulx, 1847